# Mezzenile
Mezzenile (arpità Meisinì) és un municipi italià, situat a la regió del Piemont i a la ciutat metropolitana de Torí. L'any 2007 tenia 873 habitants. Està situat a les Valls de Lanzo, una de les Valls arpitanes del Piemont. Limita amb els municipis d'Ala di Stura, Ceres, Lemie, Pessinetto, Traves i Viù.

## Administració
| Període | Identitat        | Partit        |
| ------- | ---------------- | ------------- |
| 2004-   | Roberto Grappolo | Llista cívica |